# DECnet
DECnet é um conjunto de protocolos de redes criado pela Digital Equipment Corporation (DEC), originalmente lançado em 1975 para conectar dois minicomputadores PDP-11. Ele evoluiu até se tornar uma das primeiras redes com arquitetura peer-to-peer, transformando, assim, a DEC em um ponto focal de redes na década de 1980.